# Filipe Zau
Filipe Zau (Lisboa, 2 de novembre de 1950) és un investigador en ciències de l'educació, professor, autor i compositor d'Angola. També és rector de la Universitat Independent d'Angola.

## Biografia
Nascut a Lisboa, el seu pare era un mariner originari de la província de Cabinda i la seva mare era capverdiana. Començà tocant en grups com Duo Ouro Negro fins que fou reclutat per la banda Alerta Está, que feia concerts a les casernes, i on es va fer amic del bateria Guilherme Inês.
L'u d'abril de 1975 tornà a Luanda i contactà amb músics portuguesos com Fausto, Zeca Afonso, Vitorino Salomé o Sérgio Godinho. En 1990 fou agregat cultural a l'ambaixada angolesa a Lisboa. En 1996 va gravar l'opereta O Canto da Sereia: o Encanto en homenatge al seu pare juntament amb el cantant Filipe Mukenga. El mateix any treu Luanda Lua e Mulher i amb Mukenga componen cançons per a Celina Pereira.
Filipe Zau i Filipe Mukenga van rebre el premi Common Ground Music Award 2008 atorgat per l'associació Search for Common Ground, en maig de 2008, pel disc en col·laboració Angola solta a tua voz. Ambdós també foren autors de la cançó himne de la Copa d'Àfrica de Nacions 2010, Angola, país de futuro, acompanyats de la banda Maravilha.

## Obra editada

### Llibres
- Encanto de um Mar que eu Canto (poesia, Universitária, 1996)
- Meu canto à razão e à quimera das circunstâncias (poesia, Universitária, 2005)
- Marítimos africanos e um clube com história (2007)
- Notas fora da pauta (prosa, Chá de Caxinde/Prefácio, 2007)
- Angola – Trilhos para o Desenvolvimento (tesi; Universidade Aberta)
- Educação em Angola. Novos Trilhos de Desenvolvimento (tesi, Movilivros, 2009)

### Discografia
- Congresso/Tania (Single, CDA, 1974)
- Luanda Lua e Mulher (CD, Strauss, 1996)